# Rand Holmes
Rand Holmes (eigentlich: Randolph Holton Holmes, * 22. Februar 1942 in Truro (Nova Scotia); † 15. März 2002 in Nanaimo) war ein kanadischer Comix-Zeichner.
Holmes wuchs in Edmonton auf. 1969 kam er nach Vancouver, wo er als Illustrator für die alternative Wochenzeitung The Georgia Straight tätig wurde. Er zeichnete neben den Titelblättern die 1-Seitigen Harold Hedd-Comix um einen kiffenden, langhaarigen Spaßvogel der Hippie-Ära. Der deutsche Verleger Raymond Martin überredete ihn zum Erstellen einer albenlangen Geschichte um den Protagonisten und so entstand 1982 das Album Hitlers Kokain. In jenem Jahr zog Holmes mit seiner Frau auf die Insel Lasqueti Island.
Holmes erkrankte am Hodgkin-Lymphom und starb 2002.

## Werke auf Deutsch
Der Volksverlag veröffentlichte die Sammelalben U-Comix-Extra (Nr. 2), U-Comix-Sonderband (Nr. 22) und das Album Hitlers Kokain (1982). Die Harold Hedd-Comix erschienen in U-Comix. 1995 bis 1996 erschienen fünf Alben mit seinen gesammelten Werken beim Raymond Martin Verlag.